# Ace Combat 6: Fires of Liberation
Ace Combat 6: Fires of Liberation (literalmente: As de combate 6: Fuegos de liberación) es la sexta entrega de la serie Ace Combat, desarrollada por Project Aces y publicada por Namco Bandai Games, exclusivamente para Xbox 360.
En septiembre de 2018, Namco anunció que Ace Combat 6: Fires of Liberation llegara a Xbox One en enero de 2019, formando parte del programa de retrocompatibilidad.

## Jugabilidad
A lo largo de Ace Combat 6, el jugador debe pilotar un avión de combate u otra aeronave para destruir enemigos tanto en el aire como en tierra. Es un videojuego de arcade, que simplifica los controles de vuelo y da al jugador un gran número de balas, misiles y otras armas, en contra de numerosas fuerzas rivales. Además de los misiles y un M61 Vulcan, el jugador puede equipar armas especiales como misiles que buscan calor, bombas, lanzadores de cohetes y otras. La aeronave puede centrarse en un grupo de enemigos y ayudar a diferentes escuadrones tácticos mediante el cambio en su respectiva lectura HUD.
El juego incluye 4 diferentes modos multijugador: Batalla real, Batalla de Acoso, Batalla por Equipos y Batalla Cooperativa. En la Batalla Real, hasta 16 jugadores se disparan entre ellos para lograr tener el máximo número de puntos en un límite de tiempo. En la Batalla por Equipos, el objetivo es el mismo, y los puntos son recibidos dependiendo de la aeronave destruida. Un modo de juego único es la Siege Battle, o Batalla de Acoso, donde se juega en dos equipos, Atacante y Defensor. El equipo atacante trata de destruir el objetivo (generalmente protegido por potentes fuegos antiaéreos), mientras el defensor trata de evitarlo. La Batalla Cooperativa consiste en dos misiones de un jugador sin IA, que pueden ser jugadas con hasta tres jugadores más.

## Argumento

### Historia
Ace Combat 6 comienza con la caída un asteroide que impacta en la tierra, devastando a la ficticia República federal de Estovakia en el año de 1999, 16 años después, Estovakia invade y ataca territorio de su país vecino, la República de Emmeria dando comienzo a una guerra entre ambos países en el continente de Anea, al norte de Yuktobania. El juego comienza con el ataque a la ciudad de Gracemeria, capital de Emmeria, por la fuerza aérea Estovaka, el 30 de agosto de 2015. El jugador toma el control de un piloto Emmeriano y el líder de escuadrón apodado Talismán, a quien se le asigna un compañero de vuelo, Marcus Lampert quien es llamado con el indicativo Shamrock, y quien lucha junto a Talismán a lo largo de todo el juego. Ambos personajes son miembros equipo Garuda del 28º Escuadrón Táctico de Vuelo de la Fuerza Aérea de Emmeria.
La historia comienza en Gracemeria, con una mujer llamada Melissa Herman quien mira a su hija Matilda subirse a un autobús escolar camino a una excursión al gran castillo de Gracemeria. Inesperadamente, aviones enemigos se lanzan en picada y bombardean el puente del Rey, el que el autobús de Matilda está cruzando, cortándolo por la mitad. El escuadrón Emmeriano se revuela y se da cuenta de que ha comenzado una invasión por parte de Estovakia, resultando en una guerra entre las dos grandes naciones.
La Fuerza Aérea y Naval de Emmeria logran detener una primera ola solo para sufrir varias bajas debido al ataque de misiles de crucero lanzados por el P-1112 Aigaion. Los pilotos del "Escuadrón Strigon" de la Fuerza Aérea de Estovakia llegan inmediatamente después del ataque para establecer una supremacía aérea en Gracemeria. Una evacuación es ordenada por el Comando de Defensa Aérea y todos los pilotos son informados de que la Armada está planeando un encuentro masivo en la Isla Khesed, aún bajo el control de Emmeria, con todas las fuerzas Emmerianas restantes para reagruparse y planear un contraataque a la invasión.
En los siguientes tres meses de batalla, los Emmerianos logran repeler un bombardeo a las Islas Khesed y ha hecho avanzar al Equipo Garuda para ayudar a las fuerzas terrestres y aéreas aislando la mayor parte de la Armada y finalmente asistiendo en un desembarco en la playa Rargom en Anea, antes de rescatar varias unidades atrapadas en el pueblo Silvat. Una eventual confrontación con el P-1112 Aigaion conduce a su destrucción junto a varios miembros del Escuadrón Strigon encargados de protegerlo, eliminando la amenaza de los misiles antiaéreos en ataques futuros. Durante el ataque en el desierto Moloch, el Comando de Defensa Aérea ordena a todas las fuerzas una retirada repentina cuando están al borde de alcanzar el éxito. Shamrock ignora la orden e involucra a los miembros del Escuadrón Strigon que hay en el área, forzando a Talismán a ayudar. Ambos son severamente sancionados y son suspendidos de todas las operaciones de combate por desobediencia. Se revela que Estovakia planea un ataque con armas químicas como último recurso que Emmeria debe detener. Talismán y Shamrock son encargados de destruir una unidad que transporta las armas de destrucción masiva para redimirse en la Fuerza Aérea después de una corta restricción de vuelo; el Equipo Garuda es encargado de destruir el catalizador de las armas estacionado en el fuerte Norton y retirarse; hasta que se dan cuenta de que las fuerzas de Estovakia han tendido una trampa con el fin de deshacerse del mejor equipo de combate de toda Emmeria, pero Garuda logra repeler sus ataques con ayuda de sus escuadrones que se mantienen leales con la Fuerza Aérea. Después de la destrucción del fuerte, Emmeria es libre para realizar la operación llamada "Liberación de Gracemeria".
Después de una intensa batalla terrestre, aérea y naval, la fuerza aérea logra liberar Gracemeria. Ilya Pasternak, nuevo líder del Escuadrón Strigon y al mando del experimental CFA-44 Nosferatu, ordena la retirada, se enfrenta al Equipo Garuda en los cielos sobre la ciudad y se sacrifica, reconociendo la superioridad de Garuda, pero queriendo dar una última batalla. El Equipo Garuda y otros pilotos son entonces asignados a una patrulla nocturna sobre la ciudad durante la celebración. Durante la patrulla, Shamrock revela que su familia, su esposa e hija, por la que había luchado, fueron asesinadas en la guerra y por eso no puede llamarse asimismo un As aéreo, desde que no fue capaz de proteger a quienes más quería, y anuncia que quiere renunciar cuando termine la misión. Más tarde, una sorpresiva ola de misiles de crucero son lanzados a Gracemeria de un arma desconocida de Estovakia, la Chandelier (Un arma que recuerda al Megalith del cuarto juego, pero más grande y cuenta con un arma masiva) acompañada por soldados que se encargan de los pilotos. El equipo Garuda procede a derribar los misiles antes de que puedan hacer un daño serio. Durante este tiempo, Melissa se reunió con su hija, que sobrevivió al ataque al principio del juego. El teniente coronel Voychek, un oficial Estovakiano, está disgustado por la voluntad de su país al sacrificio de los civiles, y entrega datos de vital importancia sobre el Chandelier, incluyendo sus puntos débiles.
La última misión se lleva a cabo dentro de territorio Estovakiano, la única vez que Emmeria entra en el país durante todo el juego. Se las arreglan para burlar las defensas del Chandelier y dañar los sistemas de refrigeración del arma, pero no logra destruirla. Shamrock, entonces, recurre a una misión suicida para localizar la debilidad final del arma mediante la realización de un reconocimiento de la zanja de carga por debajo de esta para confirmar la posición de una copia de seguridad de la unidad de refrigeración. Con su avión gravemente dañado por el fuego antiaéreo, se estrella contra el suelo, desconociéndose si sobrevivió. Talismán sigue adelante, destruyendo la unidad de refrigeración, y posteriormente el arma. Voychek narra el final, afirmando que la guerra de Estovakia nació de la desesperación y la convicción de que era lo que se debía hacer en esas circunstancias, pero también tenía la esperanza de un futuro pacífico entre ambas naciones. También revela que los generales fueron expulsados del poder como resultado de la guerra y el nuevo gobierno negoció un acuerdo de paz con Emmeria. Shamrock, quien sobrevivió a la batalla, también se observa narrando el final, sin embargo, él está limitado a una silla de ruedas debido a las lesiones sufridas en el accidente. La escena final lo muestra llegar a la casa de Melissa, que se ha convertido en un refugio para huérfanos de guerra. La escena termina con la narración de Shamrock a Talismán que la paz entre ambas naciones ha sido por lo que siempre había estado luchando y que por fin había conseguido.